# Architettura cicladica

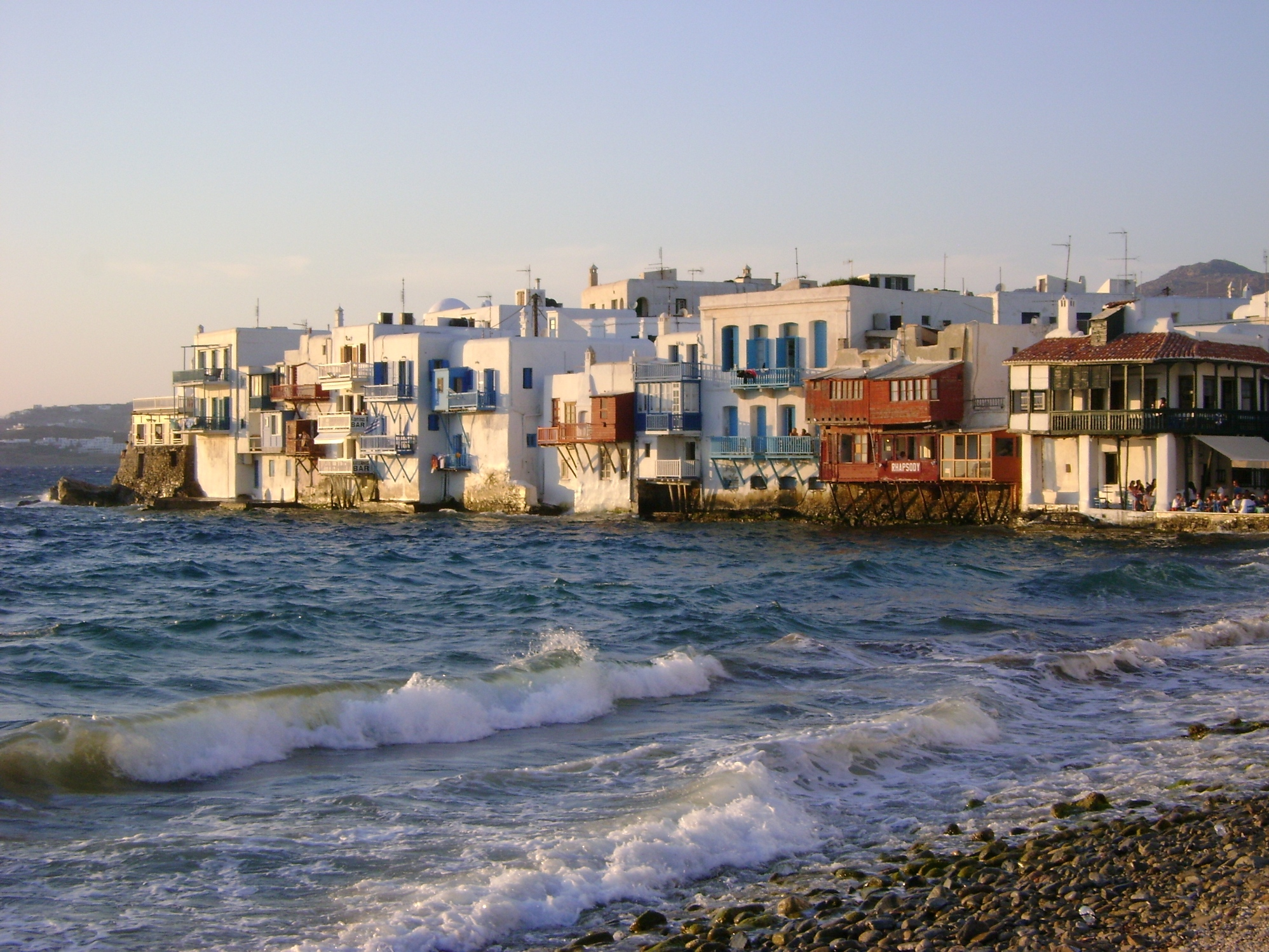
Veduta della Piccola Venezia, a Mykonos, uno dei principali centri dell'architettura cicladica

L'architettura cicladica è lo stile tradizionale dalle linee frugali tipico delle costruzioni delle isole Cicladi, in Grecia.

## Caratteristiche
Sono tipiche di questa architettura le tradizionali case cubiche, dai lineamenti armoniosi, nate e sviluppate con determinate caratteristiche per adeguarsi al territorio. Esse sono state infatti concepite in forme piuttosto semplici per la scarsità di materiali, dipinte di bianco per disperdere l'ingente calore che si accumula nella stagione estiva e con i tetti piatti e la forma a cubo per resistere ai forti venti. Nei villaggi, urbanizzati senza attenersi a nessun piano regolatore, si trovano svariati colori per le rifiniture a causa della disorganizzazione, in particolare per porte, finestre e balconi, genericamente però di colore blu.
Genericamente sono costruite una a ridosso dell'altra, con lo scopo di fungere da mura di protezione in caso di attacchi dei pirati, separate solo da strette stradine, che rende l'idea di un forte senso dell'accomunarsi in gruppo.
In alcuni casi, come sull'isola di Mykonos, a differenza delle altre isole delle Cicladi, gli edifici sono armonizzati dagli spigoli smussati e da forme leggermente asimmetriche.

## Influenze di altri stili
In alcuni villaggi, a causa degli eventi storici che hanno interessato le singole località, sono presenti nelle costruzioni influenze veneziane, bizantine e neoclassiche. A Mykonos infatti vi è la cosiddetta Piccola Venezia, un quartiere le cui costruzioni sono in stile veneziano, con balconi e verande in legno colorato, costruite a ridosso del mare.